# Частинка
Части́нка — термін, який часто вживається у фізиці для позначення об'єктів, які в контексті досліджень можна вважати неподільними й точковими. Поняття охоплює елементарні частинки, але не обмежується ними.
У статистичній механіці, зокрема, вважається, що термодинамічна система складається з частинок. Цими частинками можуть бути електрони, атоми, йони, молекули. Аналогічна термінологія застосовується в атомній фізиці й квантовій механіці, а от класична механіка здебільшого оперує терміном матеріальна точка.
Частинками називають також малі вкраплення однієї речовини в іншу, особливо при розгляді розсіювання світла.
У гірництві — окреме зерно корисної копалини, або будь-якого її компонента, яке підпорядковується закономірностям поведінки йому подібних зерен і в процесі розділення (збагачення), зневоднення, знепилення і намагається зайняти належне йому місце за величиною, густиною та формою. 
Колоїдні частинки — це частинки дисперсної фази з розмірами від 1 до 500 нм; до них належать також частинки, у яких два або навіть тільки один із трьох розмірів мають величину такого порядку.